# Чулымский сельсовет (Красноярский край)
Чулы́мский сельсовет — муниципальное образование (сельское поселение) в Новосёловском районе Красноярского края. Административный центр — посёлок Чулым.

## География
Чулымский сельсовет находится северо-восточнее районного центра. Удалённость административного центра сельсовета — посёлка Чулым от районного центра — села Новосёлово составляет 48 км.

## История
Чулымский сельсовет наделён статусом сельского поселения в 2005 году.

## Население
| 2010 | 2012  | 2013  | 2014  | 2015  | 2016  | 2017  |
| ---- | ----- | ----- | ----- | ----- | ----- | ----- |
| 1480 | ↘1452 | ↘1403 | ↘1402 | ↘1393 | ↘1358 | ↗1375 |

Гендерный состав
По данным Всероссийской переписи населения 2010 года 705 мужчин и 775 женщин из 1480 чел.

## Состав сельского поселения
В состав сельского поселения входят 6 населённых пунктов:
| № | Населённый пункт | Тип населённого пункта          | Население |
| - | ---------------- | ------------------------------- | --------- |
| 1 | Берёзовый        | посёлок                         | 159       |
| 2 | Дивный           | посёлок                         | 244       |
| 3 | Курганы          | посёлок                         | 122       |
| 4 | Куртак           | посёлок                         | 159       |
| 5 | Чесноки          | посёлок                         | 74        |
| 6 | Чулым            | посёлок, административный центр | 722       |